# Dijon Métropole Handball
Dijon Métropole Handball ist ein französischer Handballverein aus der Stadt Dijon. Der Verein wurde 1960 als Handball Dijonnais gegründet, ab 1973 hieß er Cercle Sportif Laïc Dijonnais, 1992 wurde er erneut umfirmiert und hieß seitdem Dijon Bourgogne Handball. Seit 2017 trägt der Verein seinen heutigen Namen. Größter Vereinserfolg ist der Gewinn des französischen Meistertitels 1973.
Zu den bekanntesten ehemaligen Spielern gehören Christian Gaudin, Didier Dinart, Frédéric Dole, Cédric Paty und Jan Sobol. Trainer waren u. a. Denis Lathoud (2006–2014) und Jackson Richardson (2015–2018).